# Urmas Põld
Urmas Põld (ur. 27 marca 1961) – estoński kierowca wyścigowy, przedsiębiorca.

## Biografia
Karierę w wyścigach samochodowych rozpoczynał od startów w Formule Easter. Należał w tamtym okresie do klubu Kalev Tallinn. W 1983 roku zdobył Estonią trzecie miejsce w mistrzostwach Estonii. W 1984 roku rozpoczął starty Estonią 21M. Wygrał wówczas nieoficjalny wyścig na otwarcie sezonu na torze Bikernieki. Zdobył również wicemistrzostwo Estonii w klasyfikacji Formuły Easter. W 1984 roku zadebiutował ponadto w Sowieckiej Formule Easter (kl. II), zdobywając jedno podium i zajmując czwarte miejsce w klasyfikacji generalnej kierowców. Rok później był awansował do klasy I Sowieckiej Formuły Easter, zajmując piąte miejsce na koniec sezonu. W tym samym sezonie wygrał wyścig o mistrzostwo Ministerstwa Transportu ZSRR oraz o nagrodę Tallinn-SAB. 1985 rok był dla Põlda również rokiem debiutu w Pucharze Pokoju i Przyjaźni. W sezonie 1986 Estończyk zajął ósme miejsce w klasyfikacji Formuły Easter, wystartował również w trzech wyścigach Pucharu Pokoju i Przyjaźni, najlepiej finiszując w Bułgarii (szóste miejsce). W sezonie 1987, został wicemistrzem Estonii w klasyfikacji Formuły Easter, natomiast w klasyfikacji mistrzostw ZSRR był czwarty. W ramach mistrzostw zdobył podium na torze Czajka. Z kolei w Pucharze Pokoju i Przyjaźni zajął szóste miejsce na Hungaroringu i siódme w Albenie.
W 1988 roku Põld w ramach mistrzostw Estonii ścigał się według przepisów Formuły Mondial. Został wówczas wicemistrzem serii, za Toomasem Napą. W ZSRR natomiast nadal uczestniczył w Formule Easter, kończąc sezon na siódmym miejscu. W Pucharze Pokoju i Przyjaźni estoński kierowca również został sklasyfikowany na siódmym miejscu, zdobywając ponadto trzecie miejsce w Reșicie. W sezonie 1989 Põld zadebiutował w mistrzostwach ZSRR Formuły Mondial, kończąc je na dziesiątym miejscu. W Pucharze Pokoju i Przyjaźni natomiast został sklasyfikowany na piątym miejscu, zajmując m.in. trzecią pozycję w Schleizu. W 1990 był zgłoszony do jednego wyścigu Sowieckiej Formuły 1600. Miał w nim wystartować Estonią 25 napędzaną silnikiem Volkswagena, ale do startu nie doszło. Następnie wystartował w czterech wyścigach Szwedzkiej Formuły 3 w zespole Anders Nordlund Racing. Rywalizował wówczas Reynardem 883.
W 1991 Põld wystartował w czterech wyścigach Brytyjskiej Formuły 3, rywalizując Raltem RT35 w barwach zespołu Freda Goddarda. Tym samym zawodnik ten, wraz z Wiktorem Kozankowem, został pierwszym i jedynym radzieckim kierowcą rywalizującym w Brytyjskiej Formule 3. Najlepszym wynikiem Põlda było trzynaste miejsce w jego debiucie na Brands Hatch. W 1992 roku wystartował jeszcze w jednym wyścigu Pucharu Narodów Formuły Opel Lotus, reprezentując Estonię wraz z Rainem Pilve. Załoga zajęła wówczas dwunaste miejsce. Po tych zawodach Põld zakończył karierę zawodniczą. Następnie prowadził działalność biznesową, zajmując się m.in. sprzedażą samochodów. Był również dyrektorem zarządzającym firmy Ravor Apex, zajmującej się dystrybucją produktów Shella na terenie Estonii.
W 2006 roku zajmował 150 miejsce na liście najbogatszych Estończyków.

## Wyniki
| Legenda oznaczeń w tabelach wyników Wyświetl szablon na nowej stronie | Legenda oznaczeń w tabelach wyników Wyświetl szablon na nowej stronie                                                                     |
| Oznaczenie                                                            | Wyjaśnienie |
| --------------------------------------------------------------------- | --- |
| Złoty                                                                 | Zwycięzca lub mistrzostwo |
| Srebrny                                                               | 2. miejsce lub wicemistrzostwo |
| Brązowy                                                               | 3. miejsce lub II wicemistrzostwo |
| Zielony                                                               | Ukończył, punktował (w klasyfikacji generalnej, gdy zdobył co najmniej jeden punkt na przestrzeni sezonu, poza trzema powyższymi opcjami) |
| Niebieski                                                             | Ukończył, nie punktował (w klasyfikacji generalnej, gdy nie zdobył co najmniej jednego punktu na przestrzeni sezonu)                      |
| Czerwony                                                              | Nie zakwalifikował się (NZ) |
| Czerwony                                                              | Nie prekwalifikował się (NPK) |
| Różowy                                                                | Nie ukończył (NU) |
| Różowy                                                                | Niesklasyfikowany (NS) (w klasyfikacji generalnej, gdy nie został sklasyfikowany w żadnym wyścigu sezonu)                                 |
| Czarny                                                                | Zdyskwalifikowany (DK) |
| Czarny                                                                | Wykluczony (WYK/EX) |
| Biały                                                                 | Nie wystartował (NW) |
| Biały                                                                 | Kontuzjowany (K/INJ) |
| Biały                                                                 | Wyścig odwołany (OD/C) |
| Bez koloru                                                            | Został wycofany (WYC/WD) |
| Bez koloru                                                            | Nie przybył (NP/DNA) |
| Bez koloru                                                            | Nie brał udziału w treningach (NT/DNP) |
| Bez koloru                                                            | Nie został zgłoszony (–) |
| Pogrubienie                                                           | Start z pole position |
| Kursywa                                                               | Najszybsze okrążenie wyścigu |
| †                                                                     | Nie ukończył, ale jego rezultat został zaliczony ze względu na przejechanie więcej niż 90% dystansu wyścigu.                              |
| *                                                                     | Sezon w trakcie |
| 1/2/3                                                                 | Punktowana pozycja w sprincie kwalifikacyjnym                                                                                             |
| Lista systemów punktacji Formuły 1                                    | |

### Puchar Pokoju i Przyjaźni
| Rok  | Samochód      | Silnik | Wyniki w poszczególnych eliminacjach | Wyniki w poszczególnych eliminacjach | Wyniki w poszczególnych eliminacjach | Wyniki w poszczególnych eliminacjach | Wyniki w poszczególnych eliminacjach | Wyniki w poszczególnych eliminacjach | Wyniki w poszczególnych eliminacjach | Pkt. | Msc. |
| ---- | ------------- | ------ | ------------------------------------ | ------------------------------------ | ------------------------------------ | ------------------------------------ | ------------------------------------ | ------------------------------------ | ------------------------------------ | ---- | ---- |
| 1985 |               |        | Czechosłowacja                       | Polska                               |                                      |                                      |                                      |                                      |                                      | 0    | NS   |
| 1985 | Estonia 21M   | Łada   | -                                    | -                                    | NU                                   | -                                    | -                                    |                                      |                                      | 0    | NS   |
| 1986 |               |        | Polska                               | Czechosłowacja                       |                                      |                                      |                                      |                                      |                                      | 73   | 21   |
| 1986 | Estonia 21M   | Łada   | -                                    | -                                    | -                                    | NU                                   | 11                                   | -                                    | 6                                    | 73   | 21   |
| 1987 |               |        | Polska                               |                                      |                                      |                                      |                                      |                                      |                                      | 77   | 17   |
| 1987 | Estonia 21M   | Łada   | -                                    | -                                    | 6                                    | 7                                    |                                      |                                      |                                      | 77   | 17   |
| 1988 |               |        | Czechosłowacja                       |                                      |                                      |                                      |                                      |                                      |                                      | ?    | 7    |
| 1988 | Estonia 21.10 | Łada   | 7                                    | 3                                    | NU                                   | 11                                   | -                                    |                                      |                                      | ?    | 7    |
| 1989 |               |        | Polska                               |                                      |                                      |                                      |                                      |                                      |                                      | 119  | 5    |
| 1989 | Estonia 21.10 | Łada   | 6                                    | NU                                   | 3                                    | -                                    |                                      |                                      |                                      | 119  | 5    |

### Sowiecka Formuła Easter
| Rok  | Zespół        | Samochód      | Silnik | Wyniki w poszczególnych eliminacjach | Wyniki w poszczególnych eliminacjach | Wyniki w poszczególnych eliminacjach | Wyniki w poszczególnych eliminacjach | Pkt. | Msc. |
| ---- | ------------- | ------------- | ------ | ------------------------------------ | ------------------------------------ | ------------------------------------ | ------------------------------------ | ---- | ---- |
| 1985 |               |               |        |                                      |                                      |                                      |                                      | 135  | 5    |
| 1985 | Kalev Tallinn | Estonia 21M   | Łada   | 7                                    | 4                                    | 5                                    |                                      | 135  | 5    |
| 1986 |               |               |        |                                      |                                      |                                      |                                      | 68   | 8    |
| 1986 | Kalev Tallinn | Estonia 21M   | Łada   | -                                    | 4                                    |                                      |                                      | 68   | 8    |
| 1987 |               |               |        |                                      |                                      |                                      |                                      | 234  | 4    |
| 1987 | Kalev Tallinn | Estonia 21M   | Łada   | -                                    | 3                                    | 4                                    | 10                                   | 234  | 4    |
| 1988 |               |               |        |                                      |                                      |                                      |                                      | 78   | 7    |
| 1988 | Kalev Tallinn | Estonia 21.10 | Łada   | 4                                    | NU                                   | 8                                    |                                      | 78   | 7    |

### Sowiecka Formuła Mondial
| Rok  | Zespół         | Samochód    | Silnik     | Wyniki w poszczególnych eliminacjach | Wyniki w poszczególnych eliminacjach | Wyniki w poszczególnych eliminacjach | Pkt. | Msc. |
| ---- | -------------- | ----------- | ---------- | ------------------------------------ | ------------------------------------ | ------------------------------------ | ---- | ---- |
| 1989 |                |             |            |                                      |                                      |                                      | 69   | 10   |
| 1989 | DOSAAF Tallinn | Estonia 21M | Łada       | 17                                   | 4                                    | -                                    | 69   | 10   |
| 1990 |                |             |            |                                      | Łotwa                                |                                      | 0    | NS   |
| 1990 | DOSAAF Tallinn | Estonia 25  | Volkswagen | NW                                   | -                                    | -                                    | 0    | NS   |

### Brytyjska Formuła 3
| Rok  | Zespół              | Samochód  | Silnik     | Wyniki w poszczególnych eliminacjach | Wyniki w poszczególnych eliminacjach | Wyniki w poszczególnych eliminacjach | Wyniki w poszczególnych eliminacjach | Wyniki w poszczególnych eliminacjach | Wyniki w poszczególnych eliminacjach | Wyniki w poszczególnych eliminacjach | Wyniki w poszczególnych eliminacjach | Wyniki w poszczególnych eliminacjach | Wyniki w poszczególnych eliminacjach | Wyniki w poszczególnych eliminacjach | Wyniki w poszczególnych eliminacjach | Wyniki w poszczególnych eliminacjach | Wyniki w poszczególnych eliminacjach | Wyniki w poszczególnych eliminacjach | Wyniki w poszczególnych eliminacjach | Pkt. | Msc. |
| ---- | ------------------- | --------- | ---------- | ------------------------------------ | ------------------------------------ | ------------------------------------ | ------------------------------------ | ------------------------------------ | ------------------------------------ | ------------------------------------ | ------------------------------------ | ------------------------------------ | ------------------------------------ | ------------------------------------ | ------------------------------------ | ------------------------------------ | ------------------------------------ | ------------------------------------ | ------------------------------------ | ---- | ---- |
| 1991 |                     |           |            | Wielka Brytania                      | Wielka Brytania                      | Wielka Brytania                      | Wielka Brytania                      | Wielka Brytania                      | Wielka Brytania                      | Wielka Brytania                      | Wielka Brytania                      | Wielka Brytania                      | Wielka Brytania                      | Wielka Brytania                      | Wielka Brytania                      | Wielka Brytania                      | Wielka Brytania                      | Wielka Brytania                      | Wielka Brytania                      | 0    | NS   |
| 1991 | Fred Goddard Racing | Ralt RT35 | Alfa Romeo | -                                    | -                                    | -                                    | -                                    | 13                                   | 14                                   | NU                                   | 15                                   | -                                    | -                                    | -                                    | -                                    | -                                    | -                                    | -                                    | -                                    | 0    | NS   |